# École d'Amsterdam
L'École d'Amsterdam (en néerlandais : Amsterdamse School) est un style d'architecture qui s'est développé au début du XXe siècle aux Pays-Bas.

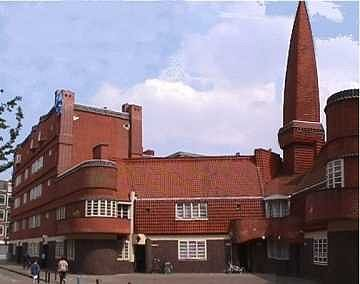
Le Het Schip à Amsterdam, dessiné par Michel de Klerk.

## Description
Imprégnée de l'idéal socialiste, cette école s'appliqua à tous les types de bâtiment, y compris le logement et les immeubles, et fut en partie une réaction aux styles néo-gothiques et autres néo-quelque chose considérés comme bourgeois, ainsi qu'au travail de Hendrik Petrus Berlage, à qui l'on reproche une approche de l'architecture trop rationaliste.
Le style, hautement influencé par l'expressionnisme, fut caractérisé par l'usage de façades arrondies organiques avec beaucoup d'éléments purement décoratifs et non-fonctionnels comme des pinacles, des sculptures et des fenêtres « échelles » (c'est-à-dire avec des barres horizontales rappelant les barreaux d'une échelle).
Le mouvement eut ses origines dans l'agence d'architecture d'Eduard Cuypers à Amsterdam. Bien que Cuypers ne fut pas lui-même un architecte progressiste, il donna néanmoins à ses employés une pléthore d'opportunités pour développer ce mouvement. Les trois figures de proue de l'école d'Amsterdam, Michel de Klerk, Johan van der Mey et Piet Kramer, travaillaient tous pour Cuypers jusqu'à environ 1910. L'élan en faveur de ce mouvement vint aussi de la ville : en 1905 Amsterdam fut la première ville à établir un code de l'urbanisme, puis elle loua les services de Johan van der Mey, lui donnant la fonction particulière de « conseiller esthétique » cherchant à amener une unité et une vision artistiques pour ses aménagements urbains.
La plus importante commande faite à van der Mey par la coopérative commerciale Scheepvaarthuis en 1912, est considérée comme le point de départ du mouvement, et tous trois ont collaboré sur ce bâtiment. La Scheepvaarthuis est le prototype du travail de l'École d'Amsterdam : construction en brique avec de la maçonnerie travaillée, des volumétries traditionnelles et une intégration d'un schéma élaboré d'éléments constructifs (maçonnerie décorative, vitraux, ferronnerie travaillée, grammaire spatiale et surtout des sculptures figuratives intégrées) qui incarne et exprime l'identité du bâtiment. La raison en était de créer une expérience architecturale totale, aussi bien à l'intérieur qu'à l'extérieur, portant une signification sociale.

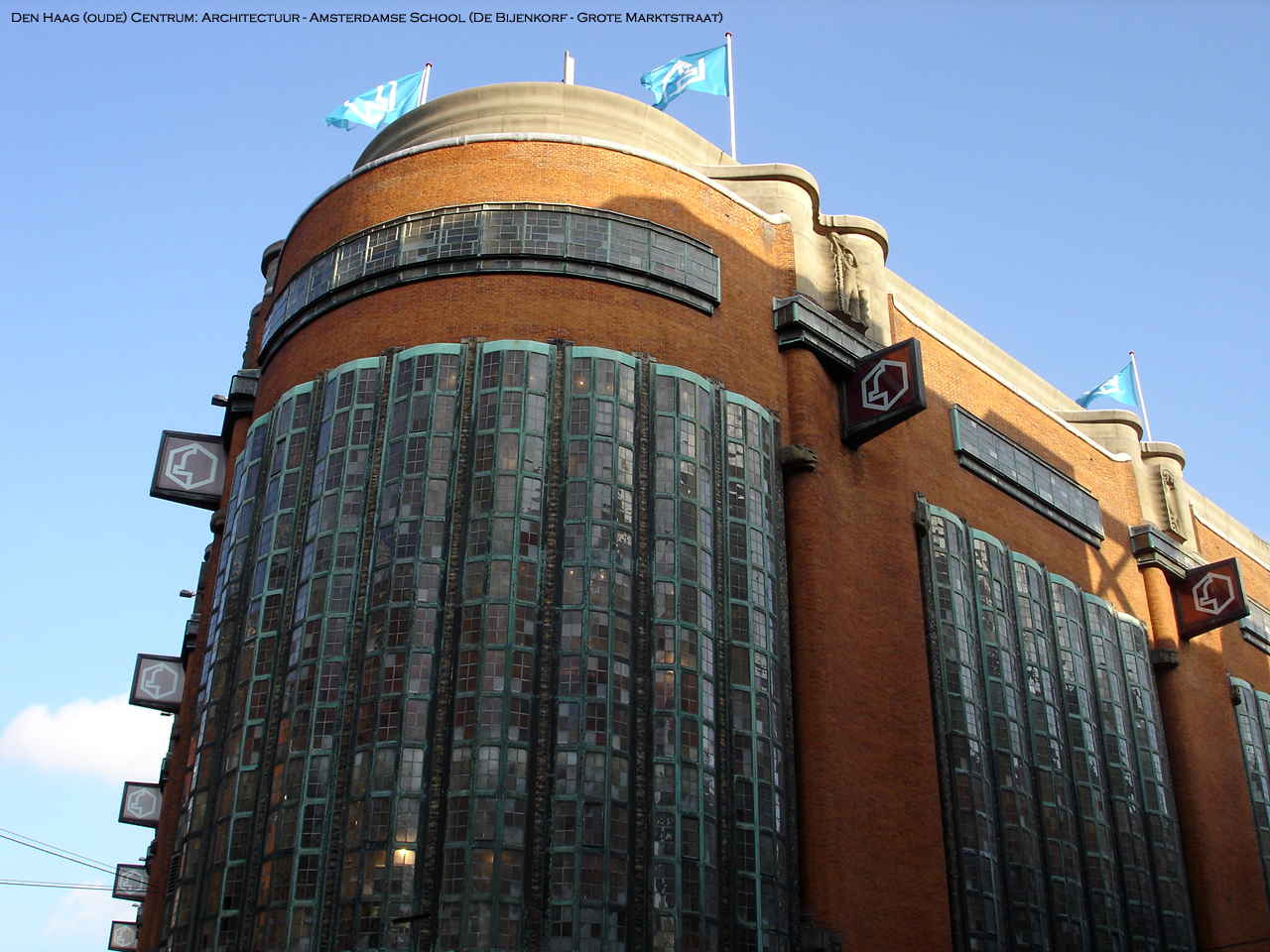
Les grands magasins De Bijenkorf à La Haye, dessiné par Piet Kramer

Le membre le plus important et le plus productif de l'École d'Amsterdam fut Michel de Klerk. Parmi les autres membres de ce mouvement on compte : Jan Gratama (qui nomma le mouvement), P. H. Endt, Hendricus Theodorus Wijdeveld, Jan Frederik Staal, Margaret Staal-Kropholler, Cornelis Jonke Blaauw, Adrianus van der Steur et Pieter Lucas Marnette. Le journal Wendingen (changements), publié entre 1918 et 1931, fut considéré comme le journal de l'École d'Amsterdam.
Les œuvres les plus significatives de l'École d'Amsterdam se trouvent bien sûr à Amsterdam, et la quintessence de ce style est sans doute le Het Schip, dessiné par de Klerk. Le mouvement et ses adeptes jouèrent un rôle important dans les plans d'expansion d'Amsterdam dessinés par Berlage. Après la mort de de Klerk en 1923, le style perdit en importance. Les grands magasins De Bijenkorf à La Haye en 1924 sont considérés comme étant le dernier exemple de l'expressionnisme orthodoxe de l'École d'Amsterdam. Avec des variations mineures le style se perpétuera jusqu'à la Seconde Guerre mondiale, notamment dans l'architecture d'églises protestantes.
Jan Frederik Staal obtient la construction du pavillon hollandais Exposition internationale des Arts décoratifs et industriels modernes face à son concurrent Theo van Doesburg du mouvement De Stijl, ce qui constitue un triomphe pour l'école d'Amsterdam. 